# D. Domingos da Silva Gonçalves
D. Domingos da Silva Gonçalves,foi Bispo da Guarda, tendo nascido no dia 1 de Fevereiro de 1891 na freguesia de S. Paio, onde se tornou uma figura muito importante na história de Guimarães.
Em 1911, terminou o curso de teologia no seminário de Braga, tornando-se sacerdote em 1913.
Mais tarde assumiu o cargo de Bispo da Guarda.
Uma das suas principais obras foi ter fundado as oficinas de S. José, em Guimarães. 
http://www.waymarking.com/waymarks/WME9XK_D_Domingos_da_Silva_Gonalves_Guimares_Portugal